# Pseudopaludicola ternetzi
Pseudopaludicola ternetzi es una especie  de anfibios de la familia Leiuperidae.

## Distribución geográfica
Se encuentra en Brasil y el este de Paraguay. 

## Estado de conservación
Se encuentra amenazada por la pérdida de su hábitat natural.